# Бад-Тенштедт
Бад-Тенштедт (нем. Bad Tennstedt) — город в Германии, курорт, расположен в земле Тюрингия. 
Входит в состав района Унструт-Хайних. Подчиняется управлению Бад Теннштедт.  Население составляет 2525 человек (на 31 декабря 2010 года). Занимает площадь 27,27 км². Официальный код  —  16 0 64 004.
Город подразделяется на 13 городских районов.